# Hydrozetes tamarae
Hydrozetes tamarae är en kvalsterart som beskrevs av Toslstikov 1996. Hydrozetes tamarae ingår i släktet Hydrozetes och familjen Hydrozetidae. Inga underarter finns listade i Catalogue of Life.